# Melpers
Melpers là một đô thị thuộc huyện Schmalkalden-Meiningen trong bang Thüringen, nước Đức. Đô thị này có diện tích 2,85 km², dân số thời điểm 31 tháng 12 năm 2006 là 102 người.